# Pasja pot
Pasja pot je slovenska TV drama iz leta 1983, posneta po noveli Dvojčka Prežihovega Voranca. 
Dogaja se na koroškem podeželju.
Posneta je bila pri Sv. Duhu nad Suhim Dolom, na Selah, na Razborju in v Slovenj Gradcu. Poleg poklicnih igralcev so sodelovali domači igralci in statisti.

## Kritike
Jože Snoj je napisal, da sodobnega gledalca anahronistična melodramatična sociala ne gane več. Kurniku je očital šablonskost, po kostumu in obnašanju se mu je zdel podoben likom v Pastircih, Kekcu in Pustoti.

## Zasedba
- Boris Juh: Kurnik
- Mojca Ribič

## Ekipa
- fotografija: Slavo Vajt
- glasba: Urban Koder
- montaža: Zdenka Oblak
- scenografija: Mirta Krulc
- kostumografija: Marija Kobi
- maska: Kristina Janež in Zoran Lemajič
- zvok: Drago Kočiš